# Tahy-kúria
A Tahy-kúria (települési, illetve idegenforgalmi szóhasználatban gyakran Tahy-kastély) az 1600-as évek vége óta fennálló épület Galgagyörkön. A Tahy családnak nemcsak a községben, de megyeszerte is jelentős szerepe volt a közéletben, mivel a család feje Nógrád vármegyei alispán volt. A kúriában több alkalommal is megyegyűléseket tartottak. Ilyenkor a vármegye jelentős személyiségei, birtokosai látogattak el a községbe.

## Története
A Tahy család igen sokat tett a község fejlődése és az itt lakók érdekében. Hatosztályos iskolát építettek, mely épület ma is iskolaként szolgál. A templom az 1700-as években épült hozzá a kúriához, majd a Tahy család 1815-ben hátrafelé is bővített az épületet. A Tahy-kúria, mely a legjelentősebb a helyi kúriák közül, egy több hektáros ősfás park közepén állt, ahol lovas és teniszpálya is volt, illetve cselédházak több gazdasági épülettel egyetemben. A kúria még meglévő része mint 1200 m² alapterületű.
A benősült Sturmann család a kocsibejárót beépíttette és a helyén hatalmas szalont alakított ki. A szalont csodálatos freskók díszítették. A második világháború idején a kúriában katonai kórház működött. A világháborút követően államosították az épületet, benne művelődési házat és lakásokat alakítottak ki és az ősparkot parcellákba osztotta a helyi vezetőség. A helyi önkormányzat 1994 és 1996 között pályázatokon nyert pénzből felújított az épületet. Jelenleg a Polgármesteri Hivatal, gyermek- és felnőtt orvosi rendelő, a Rendőrség és Művelődési Ház található benne. A hatalmas szalon a fűtési rácsokkal mind a mai napig bejárható, bár a freskók már nem láthatóak.

## Jelenlegi hasznosítása
Az épületet számos felújítás után 2016-ban nyitották meg a nagyközönségnek, többek között esküvők, konferenciák, szemináriumok és más rendezvények lehetséges helyszíneként. Bár a helyi közösség már évek óta falunapokkor kihasználta az egybenyitható termeket a kúrián belül, a nagyközönségnek ezidáig ilyenre lehetősége sajnos nem adatott.

## Galgagyörk
Galgagyörk a Cserhátban, a Galga patak mellett, Budapesttől 50 kilométerre északkeletre helyezkedik el. Az M3-as autópálya felől az Aszódot Balassagyarmattal összekötő 2108-as úton vagy vasúton – az Aszód–Balassagyarmat–Ipolytarnóc-vasútvonalon – érhető el a Galgamácsa és Püspökhatvan között fekvő település.
A községet 1484-ben említette először oklevél, Gerge néven. A falu eredetileg a Széchy család ősi birtoka volt, majd 1540 körül királyi adományként Werbőczy István tulajdonába került. A török megszállás alatt lakói elmenekültek és csak a 17. században tértek vissza. Az 1683-as esztendőben lakott helységek között írták össze. Az összeírások során az 1715-ös év nevezetes dátum, ugyanis a nyilvántartásban 18 szlovák vezetéknév is megjelent a magyar mellett. A szlovák ajkú lakosság betelepülése a Rákóczi szabadságharc után 1711-1723 között volt a legjelentősebb. Ennek köszönhető talán az is, hogy az 1720-as összeírásban Tót-Györkként a nemes községek között szerepelt a falu. Az 1754-es adatok szerint a település birtokosai Egry István, Horváth János, Jeszenszky Gábor, Darvas Gábor és Raicsán Sámuel. A falu lakossága 1760-ban 72 családra növekedett.
Galgagyörk néven 1900-tól ismert. A 19-20. században a megyére jellemző kis- és középnemesi családok birtokolták, mint a Tahy, Gosztonyi, Doblhoff, Kálnoki-Bedő család, akiknek kúriái a mai napig meghatározzák a település arculatát.

## További képek

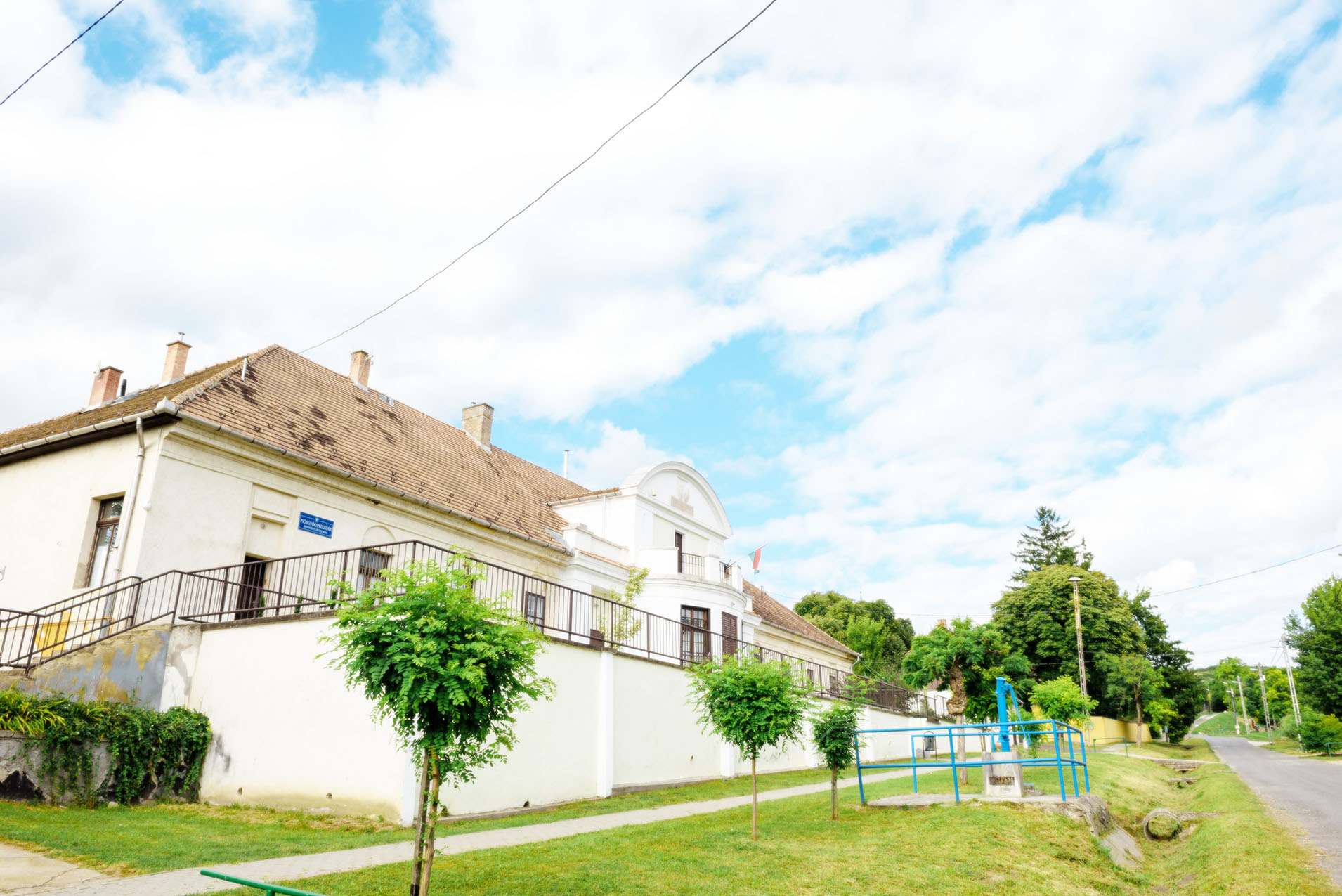
A kúria a 21 119-es útról nézve
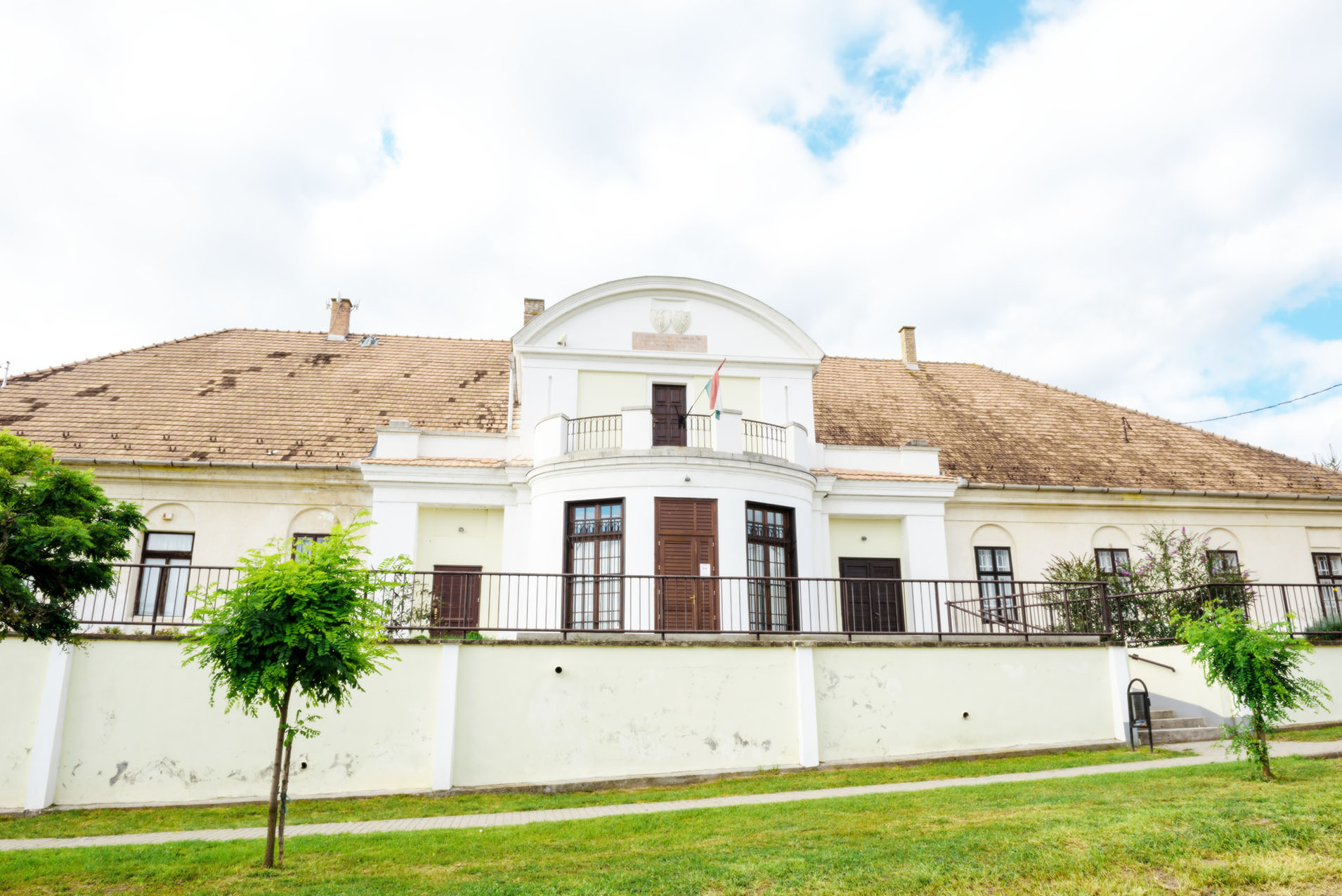
A kúria homlokzata
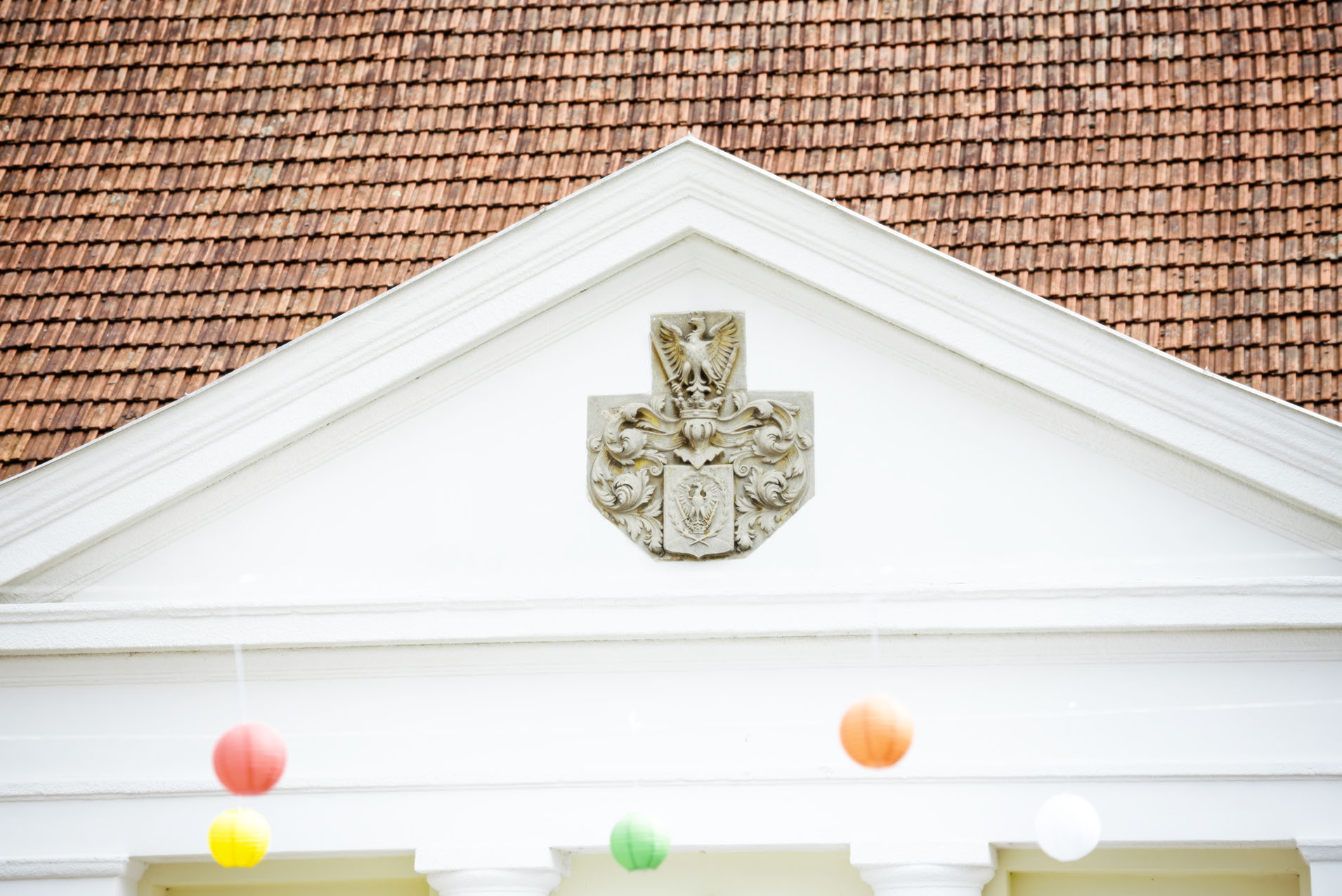
Az udvari homlokzat timpanonja